# Tungurahua
Tungurahua é uma província do Equador localizada na região geográfica de Sierra. Sua capital é a cidade de Ambato. Possui este nome em função do vulcão Tungurahua.

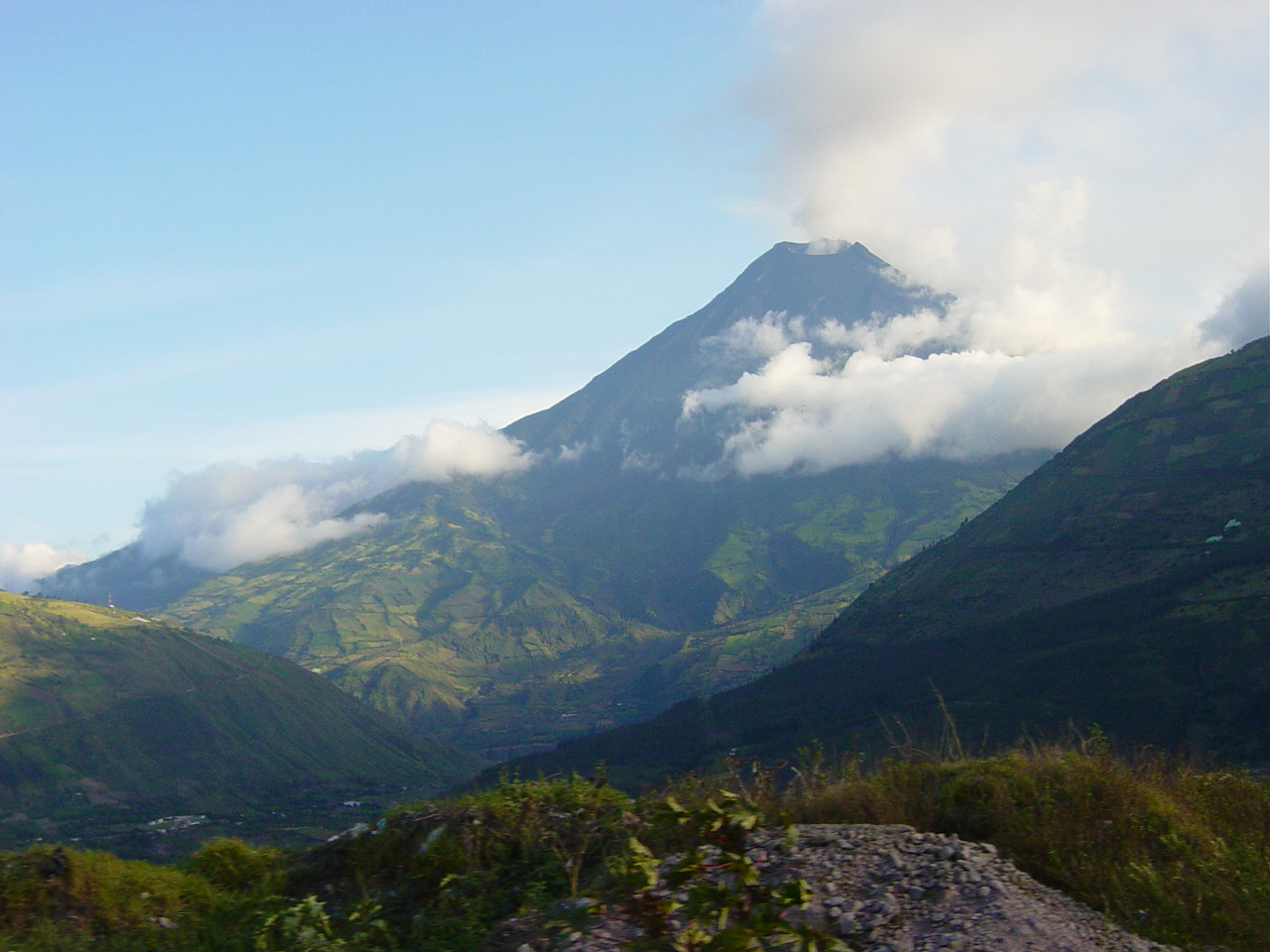
Vulcão Tungurahua

## Cantões
A província está dividida em 9 cantões (capitais entre parênteses):
1. Ambato (Ambato)
2. Baños (Baños)
3. Cevallos (Cevallos)
4. Mocha (Mocha)
5. Patate (Patate)
6. Pelileo (Pelileo)
7. Píllaro (Píllaro)
8. Quero (Quero)
9. Tisaleo (Tisaleo)